# Catherine Belsey

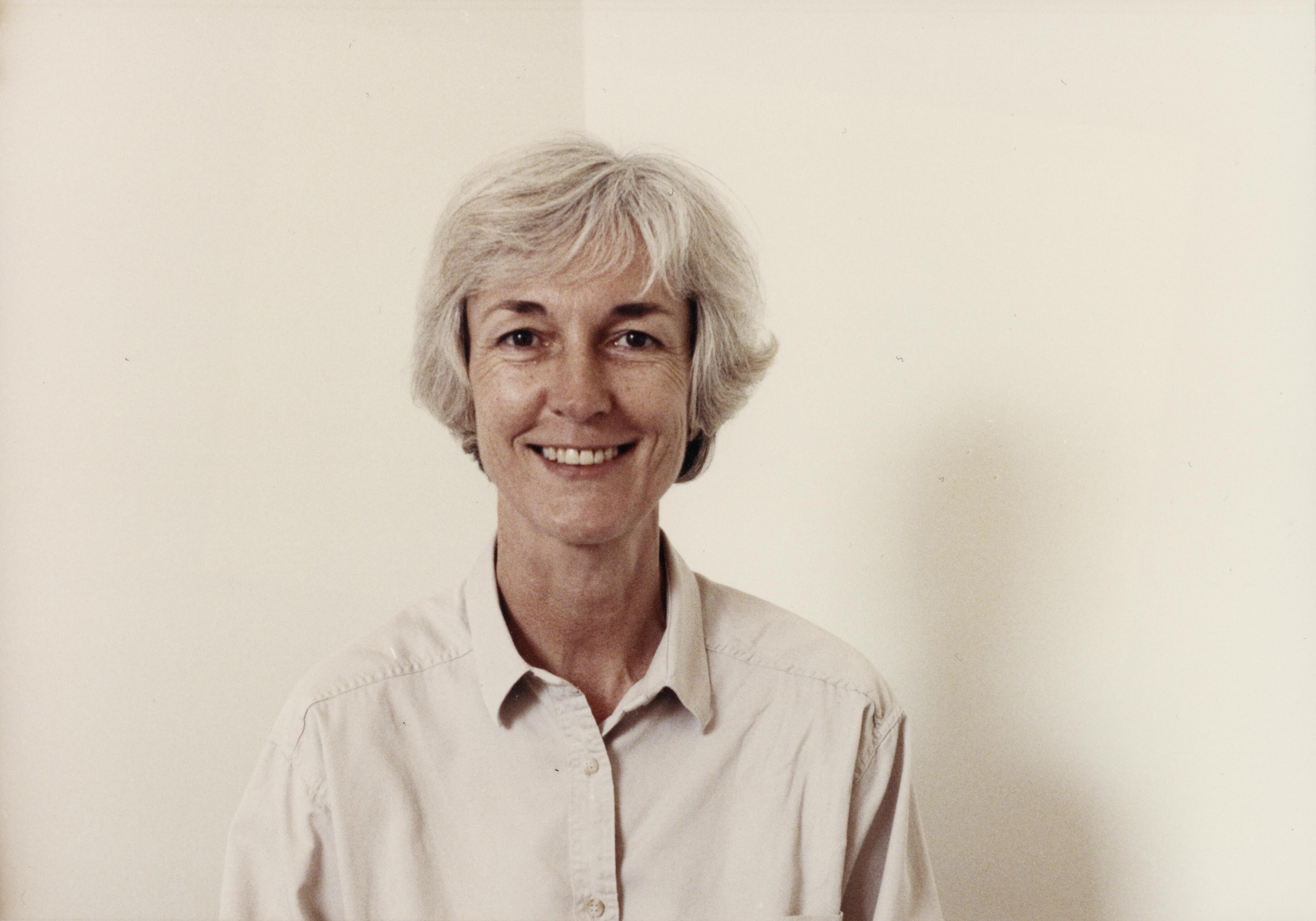
Catherine Belsey, 1990

Catherine Belsey, all'anagrafe Catherine Prigg (Salisbury, 13 dicembre 1940 – 14 febbraio 2021) è stata una critica letteraria britannica.

## Biografia
Catherine Belsey studiò letteratura inglese al Somerville College dell'Università di Oxford e successivamente ottenne la laurea magistrale e il dottorato di ricerca all'Università di Warwick. Insegnò letteratura inglese rinascimentale all'Università di Cambridge e dal 1975 al 2006 nell'ateneo di Cardiff. Per gli otto anni successivi fu docente all'Università di Swansea prima del pensionamento nel 2014. Importante studiosa del rinascimento inglese e dell'opera di Shakespeare, fu una delle maggiori voci del post-strutturalismo inglese degli anni ottanta.
È morta nel 2021 all'età di ottant'anni.

## Pubblicazioni principali
- Critical Practice, New York, Routledge, 1980. ISBN 9780415280068
- The Subject of Tragedy: Identity and Difference in Renaissance Drama, New York, Routledge, 1985. ISBN 9781138015395
- John Milton: Language, Gender, Power, New York, Norton, 1988. ISBN 9780631134992
- Desire: Love Stories in Western Culture, Londra, Blackwell Pub, 1994. ISBN 9780631168140
- Shakespeare and the Loss of Eden, New York, Palgrave Macmillan, 1999. ISBN 9780333801840
- Poststructuralism: A Very Short Introduction, Oxford, Oxford University Press, 2002. ISBN 9780192801807
- Culture and the Real, New York, Routledge, 2004. ISBN 9780415252898
- Why Shakespeare?, New York, Palgrave, 2007. ISBN 9781403993205
- Shakespeare in Theory and Practice, Edimburgo, Edinburgh University Press, 2008. ISBN 9780748633012
- A Future for Criticism, Londra, Wiley-Blackwell, 2011. ISBN 9781405169561
- Romeo and Juliet: Language and Writing, Londra, Shakespeare Arden, 2014. ISBN 9781408171752
- Tales of the Troubled Dead: Ghost Stories in Cultural History, Edimburgo, Edinburgh University Press, 2019. ISBN 9781474417372